# Dmitri Doebjago

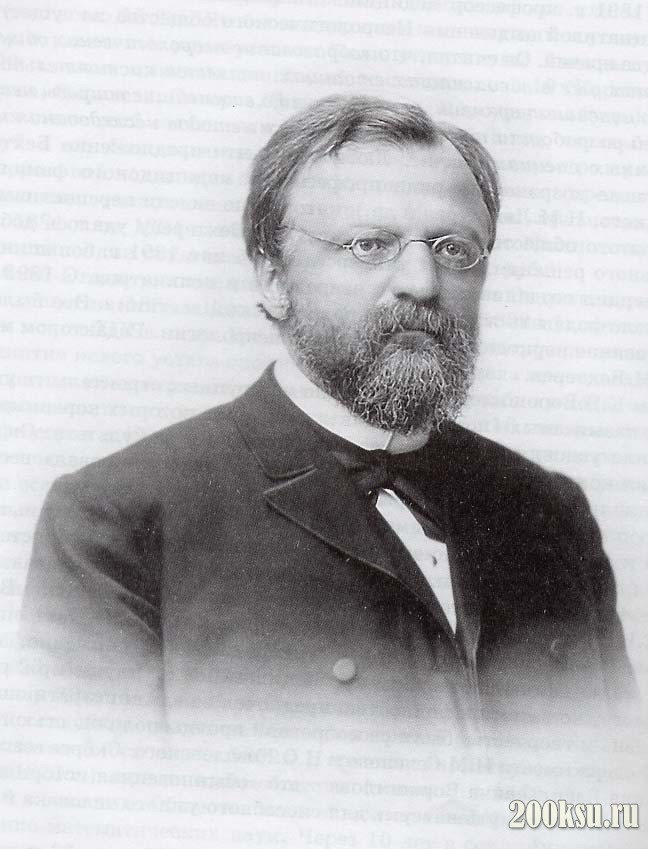
Dmitri Doebjago

Dmitri Ivanovitsj Doebjago (Russisch: Дмитрий Иванович Дубяго) (Soin (Oblast Smolensk), 21 september (N.S. 3 oktober), 1849 - Kazan, 22 oktober 1918) was een Russisch astronoom en astrofysicus.
De krater Dubyago op de Maan is naar hem en zijn zoon Aleksandr Doebjago genoemd.
- Gemeinsame Normdatei: 117656720
- International Standard Name Identifier: 0000 0003 8775 9337
- Nederlandse Thesaurus van Auteursnamen: 141727810
- Système universitaire de documentation: 22080995X
- Virtual International Authority File: 143144648580176834098
- WorldCat: E39PBJvmFM9WBbHjt76HJHwXBP